# Pseudophilautus maia
Pseudophilautus maia es una especie de anfibio anuro de la familia Rhacophoridae.

## Distribución geográfica
Esta especie era endémica de Sri Lanka. Fue descrito en 2007 a partir de muestras recogidas en 1876 por Günther.
Esta especie se considera extinta según los criterios de la Lista Roja de la UICN.

## Descripción
El holotipo de Pseudophilautus maia fue una hembra que media 44 mm. Sus huevos tenían aproximadamente 4 mm de diámetro y 4 mm de longitud.

## Etimología
El nombre de su especie, del griego maia, que significa "pequeña madre", le fue dado en referencia a la protección que el holotipo parece haber dado a sus huevos. Los últimos, una quincena, estaban efectivamente bajo el vientre de la hembra.

## Publicación original
- Meegaskumbura, Manamendra-Arachchi, Schneider & Pethiyagoda, 2007: New species amongst Sri Lanka’s extinct shrub frogs (Amphibia: Rhacophoridae: Philautus). Zootaxa, n.º 1397, p. 1-15[3]